# 于嗣登
于嗣登（？—？），保定府安州（今河北省安新縣）人，清朝政治人物，同進士出身。

## 生平
順治三年（1646年），登進士，授江南道監察御史、巡視兩浙鹽課監察御史。康熙年間，授光祿寺少卿、江西鄉試正考官。后改左通政。康熙十二年，改宗人府府丞；同年再改刑部右侍郎。康熙十八年，任光祿寺卿、太常寺卿、大理寺卿。